# Эмфизема лёгких
Эмфизе́ма лёгких (от др.-греч. ἐμφυσάω — надуваю, раздуваю, разбухаю) — заболевание дыхательных путей, характеризующееся патологическим расширением воздушных пространств дистальнее терминальных бронхиол, которое сопровождается деструктивно-морфологическими изменениями альвеолярных стенок.

## Этиология
Выделяют две группы причин, приводящих к развитию эмфиземы лёгких.
В первую группу входят факторы, нарушающие эластичность и прочность элементов структуры лёгких:
- патологическая микроциркуляция,
- изменение свойств сурфактанта,
- врождённый дефицит альфа-1-антитрипсина[3],
- газообразные вещества (соединения кадмия, оксиды азота и др.),
- табачный дым,
- пылевые частицы во вдыхаемом воздухе.

Эти причины могут привести к развитию первичной, всегда диффузной эмфиземы.
Бронхиальная проходимость на вдохе при первичной эмфиземе не нарушается.
Факторы второй группы способствуют повышению давления в респираторном отделе лёгких и усиливают растяжение альвеол, альвеолярных ходов и респираторных бронхиол. Наибольшее значение среди них имеет обструкция дыхательных путей, возникающая при хроническом обструктивном бронхите. Это заболевание становится основной причиной развития вторичной, или обструктивной эмфиземы лёгких, так как именно при нем создаются условия для формирования клапанного механизма перерастяжения альвеол. Так, понижение внутригрудного давления во время вдоха, вызывая пассивное растяжение бронхиального просвета, уменьшает степень имеющейся бронхиальной обструкции; положительное внутригрудное давление в период выдоха вызывает дополнительную компрессию бронхиальных ветвей и, усугубляя уже имеющуюся бронхиальную обструкцию, способствует задержке инспирированного воздуха в альвеолах и их перерастяжению. Важное значение имеет распространение воспалительного процесса с бронхиол на прилегающие альвеолы с развитием альвеолита и деструкции межальвеолярных перегородок.

## Патогенез
В основе патогенеза эмфиземы лежит патологическая перестройка всего респираторного отдела лёгкого. Ключевую роль в формировании эмфиземы играет протеазно-антипротеазный дисбаланс, вызывающий деструкцию эластичного лёгочного каркаса. В результате хронического воспаления и миграции макрофагов и нейтрофилов с выбросом протеолитических ферментов (сериновых и цистеиновых протеаз, матриксных металлопротеиназ) происходит увеличение протеолитической активности в легких. Так, один из этих протеолитических ферментов, нейтрофильная эластаза (фермент широкого спектра действия), выделяющийся из нейтрофилов под влиянием провоспалительных цитокинов (в том числе при ХОБЛ, хроническом бронхите (в том числе вызванном курением)), разрушает эластин, коллаген, фибронектин, ламинин, протеогликаны и другие компоненты экстрацеллюлярного матрикса. Ослабление эластических свойств лёгкого приводит к тому, что во время выдоха и, следовательно, повышения внутригрудного давления мелкие бронхи, не имеющие своего хрящевого каркаса и лишённые эластической тяги лёгкого, пассивно спадаются, увеличивая этим бронхиальное сопротивление на выдохе и повышение давления в альвеолах.
Помимо протеазно-антипротеазного дисбаланса рассматриваются другие возможные причины - подавление ангиогенеза в легких, нарушение баланса между повреждением и регенерацией паренхимы легких, аутоиммунные реакции в альвеолярной ткани и капиллярах легких, ускоренный апоптоз, повышение внутриацинарного давления.
Центрилобулярная эмфизема развивается вследствие хронической бронхиальной обструкции при хроническом бронхите (бронхиолите). Панацинарная эмфизема может быть того же происхождения при более выраженных изменениях или имеет первичный характер, например, при дефиците одного из ингибиторов протеаз - альфа-1-антитрипсина. 

## Патологоанатомические изменения
Лёгкие увеличены в объёме, вздуты, бледно окрашены, пушисты, эластичность их понижена, края округлены. Разрезанное лёгкое плохо спадается, с поверхности стекает небольшое количество пенистой жидкости. В изменённых бронхах нередко содержатся слизисто-гнойные пробки. Правый желудочек расширен.

## Симптомы и течение заболевания
При эмфиземе характерны:
- одышка;
- бочкообразная грудная клетка;
- уменьшение её дыхательных экскурсий;
- расширение межрёберных промежутков;
- выбухание надключичных областей;
- коробочный перкуторный звук;
- ослабленное везикулярное дыхание;
- уменьшение области относительной тупости сердца;
- низкое стояние диафрагмы и уменьшение её подвижности;
- повышение прозрачности лёгочных полей на рентгенограмме.

Первичной эмфиземе в значительно большей степени, чем вторичной, свойственна тяжёлая одышка, с которой (без предшествовавшего кашля) начинается заболевание; у больных уже в покое объём вентиляции предельно велик, поэтому их толерантность к физической нагрузке очень низка.
Известный для больных первичной эмфиземой симптом «пыхтения» (прикрывание на выдохе ротовой щели с раздуванием щек) вызван необходимостью повысить внутрибронхиальное давление во время выдоха и тем самым уменьшить экспираторный коллапс мелких бронхов, мешающий увеличению объёма вентиляции. При первичной эмфиземе менее, чем при вторичной, нарушен газовый состав крови.

## Симптоматическое лечение первичной эмфиземы
Дыхательная гимнастика, направленная на максимальное включение диафрагмы в такт дыхания; курсы кислородотерапии, исключение курения и других вредных воздействий, в том числе профессиональных; ограничение физической нагрузки.
Разрабатывается терапия индукторами а1-антитрипсина.
Присоединение бронхолёгочной инфекции требует назначения антибиотиков.

## Лечение вторичной эмфиземы
При вторичной эмфиземе проводят лечение основного заболевания и терапию, направленную на купирование дыхательной и сердечной недостаточности. Есть попытки хирургического лечения очаговой эмфиземы — резекции поражённых участков лёгкого. Профилактика вторичной эмфиземы сводится к профилактике хронического обструктивного бронхита.

## Эмфизема и инфекционные осложнения
В связи с тем, что при эмфиземе значительно страдает вентиляция лёгочной ткани, и нарушается функционирование мукоцилиарного эскалатора, лёгкие становятся значительно более уязвимы для бактериальной агрессии.
Инфекционные заболевания респираторной системы у больных с данной патологией зачастую переходят в хронические формы, формируются очаги персистирующей инфекции, что значительно затрудняет лечение. При наличии такой патологии следует уделять особое внимание антибиотикотерапии даже незначительных респираторных инфекций с целью предотвращения их хронизации.

## Эмфизема лёгких у животных
Различают альвеолярную и интерстициальную эмфиземы. Первая чаще всего встречается у спортивных лошадей и охотничьих собак, вторая — у крупного рогатого скота. При всех формах эмфиземы наблюдаются сходные клинические признаки, но их степень различна. Из общих неспецифических симптомов отмечают повышенную утомляемость, снижение работоспособности и продуктивности, учащение пульса, усиление второго тона сердца. Типичным признаком является прогрессирующая выдыхательная одышка с преобладанием брюшного типа дыхания и наличием запального желоба.

### Статьи В. М. Гершевича
- Гершевич Вадим Михайлович. Анализ и профилактика послеоперационных плевро - легочных осложнений у пациентов с эмфиземой легких // Пермский медицинский журнал. — 2011. — Т. 28, № 4. — С. 33—38. — ISSN 0136-1449.
- Гершевич В. М. Профилактика послеоперационных плевролегочных осложнений у больных с эмфиземой легких // Омский научный вестник : журнал. — 2008. — № 1 (65). Часть 2. — С. 100—102. — ISSN 1813-8225.
- Гершевич В. М. Эндобронхиальная клапанная редукция объема легких у пациентов с диффузной гомогенной эмфиземой легких // Сибирский журнал клинической и экспериментальной медицины. — 2011. — Т. 26, вып. 1, № 2. — С. 85—88. — ISSN 2073-8552.
- Гершевич В. М., Коржук М. С., Ситникова В. М., Овсянников Н. В., Навроцкая Т. А. Новая классификация эмфиземы легких // Омский научный вестник : журнал. — 2010. — № 1 (94). — С. 25—29.
- Гершевич В. М., Ситникова В. М., Клишин В. В., Рубцова Е. Н., Пугачев А. Н., Володева Е. А., Горбачева Ю. В., Павлова Т. А., Савельева Е. Ю. Алгоритм обследования и хирургического лечения больных с буллезной эмфиземой легких // Омский научный вестник. Серия: Ресурсы Земли. Человек : журнал. — 2008. — № 1 (65). Часть 2. — С. 107—110. — ISSN 1813-8225.
- Kozlov K., Guerchevitch V., Korgeouk M., Sitnikova V., Klichine V., Gousseva E., Roubtsova E., Sokolov, S. Chirurgie de l’emphysème grave: la bullectomie ou la réduction chirurgicale du volume pulmonaire? (фр.) // Journal de Chirurgie Thoracique et Cardio-Vasculaire. — 2009. — Vol. 13, no 2. — P. 102—108.